# Update (SQL)
UPDATE est une commande SQL qui modifie un ou plusieurs tuples dans une table d'une base de données relationnelle :  
- Soit toutes les lignes peuvent être mises à jour,
- soit un sous-ensemble peut être choisi à l'aide d'une condition.

## Forme basique
La commande UPDATE a la syntaxe suivante :
```
UPDATE
 
table
 
SET
 
column1
=
'value1'
 
,
column2
=
'value2'
 
WHERE
 
condition

```